# Psammophis zambiensis
Espèce
Psammophis zambiensis est une espèce de serpents de la famille des Lamprophiidae. 

## Répartition
Cette espèce se rencontre en Zambie et dans la province du Katanga en République démocratique du Congo.

## Étymologie
Son nom d'espèce, composé de Zambi[e] et du suffixe latin -ensis, « qui vit dans, qui habite », lui a été donné en référence au pays de sa découverte.

## Publication originale
- Hughes & Wade, 2002 : On the African leopard whip snake, Psammophis leopardinus Bocage, 1887 (Serpentes, Colubridae), with the description of a new species from Zambia. Bulletin of the Natural History Museum: Zoology, vol. 68, n. 2, p. 75-81.